# Cucullia bubaceki
Cucullia bubaceki is een vlinder uit de familie uilen (Noctuidae). De wetenschappelijke naam is voor het eerst geldig gepubliceerd in 1925 door Kitt.
De soort komt voor in Europa.